# HD 60951
HD 60951，又名BD-21 2030，SAO 174092、HR 2923，是一颗恒星，视星等为6.34，位于銀經237.61，銀緯-0.7，其B1900.0坐标为赤經7h 31m 49.8s，赤緯-21° -0.7′ 17″。